# Campbell Soup
Campbell Soup Company (по-русски произносится Кэмпбелл суп кампани), также известна как Campbell’s (NYSE: CPB) — американская компания, крупнейший в мире производитель консервированных супов. Входит в список Fortune 1000 по итогам 2005 года (302-е место). Штаб-квартира — в городе Камдене, штат Нью-Джерси (США).

## История
Основана в 1869 году Джозефом Кэмпбеллом и Абрахамом Андерсоном.
С сентября 2007 года по июнь 2011 года существовало российское подразделение.
В июле 2012 года Campbell объявила о приобретении компании Bolthouse Farms, специализирующейся на выпуске экологичных продуктов ($689 млн годовой выручки и 2,1 тыс. работников). Как предполагается, покупка этого бизнеса (сумма сделки оценивается в $1,55 млрд) поможет Campbell улучшить показатели своего подразделения по производству напитков.

## Собственники и руководство

Банка с супом Кэмпбелл (рисово-томатный), Энди Уорхол, 1968

Главный управляющий — Дуглас Конант (Douglas R. Conant).

## Деятельность
Campbell Soup выпускает супы, макароны, готовые блюда, соки, бисквиты. Основные торговые марки, под которыми выпускается продукция: Campbell’s, Pepperige Farm, V8, Prego и др.
Общая численность персонала — 24 тыс. человек (2006 год). Выручка в 2006 году — $7,3 млрд (в том числе на американском рынке — $5,1 млрд), чистая прибыль — $766 млн.

## В массовой культуре
Банка супа «Кэмпбелл» получила мировую известность как арт-объект эпохи поп-арта, символ эпохи массового потребления, став источником вдохновения для серии работ американского художника Энди Уорхола.